# Double gauche
 (mai 2025).
Motif : Peu de sources montrant la notoriété de cette série de bande dessinée.
- Archive Wikiwix
- Bing
- Cairn
- DuckDuckGo
- E. Universalis
- Gallica
- Google
- G. Books
- G. News
- G. Scholar
- Persée
- Qwant
- (zh) Baidu
- (ru) Yandex
- (wd) trouver des œuvres sur Wikidata

| 1. | Préciser le motif de la pose du bandeau. | Précisez le motif de la pose du bandeau en utilisant la syntaxe suivante : {{admissibilité à vérifier\|date=mai 2025\|motif=remplacez ce texte par le motif}}                      |
| 2. | Informer les utilisateurs concernés.     | Pensez à avertir le créateur de l'article, par exemple, en insérant le code ci-dessous sur sa page de discussion : {{subst:avertissement admissibilité à vérifier\|Double gauche}} |

Double Gauche est une série de bande dessinée réalisée par Gil Formosa (dessin) et Éric Corbeyran (scénario), Isabelle Drouaillet (couleurs) publiée aux éditions Dargaud.

## Synopsis
Dustin, orphelin et persécuté par ses tuteurs, s’échappe avant d’être capturé par un patron de cirque particulièrement vicieux. Cet enfant présente la particularité d’avoir deux mains gauches. Et sa deuxième main gauche peut, sous le coup de la terreur, transformer tout ce qu’elle touche. 
Dustin va donc devenir une attraction de foire, un monstre que l’on exhibe de ville en ville, avant de préparer sa vengeance.

## Personnages
- Dustin : Héros principal (Dustin Goldfinger)
- Mimsy : Héroïne principale.
- Tête de Clou : Personnage ambigu.
- Ordog Polock : Le méchant de la série.

## Albums
1. Dustin, 2006  (ISBN 2-205-05846-0)
2. Ivanna, 2007
3. Mimsy, 2008

### Documentation
- Jean-Pierre Fuéri, « Double gauche, t.2 : très adroit », dBD, no 16,‎ septembre 2007, p. 18.